# 명심보감
명심보감(明心寶鑑)은 명나라 법립본이 사서삼경을 비롯해 공자가어, 소학, 근사록, 성심잡언 등의 유교 경전과 유학자들의 저술을 중심으로 여러 고전에서 금언(金言)·명구(名句)를 추려내 주제별로 엮어낸 책이다. 상·하 2권 20편이다.

## 간행
명나라에서 범립본(范立本)이 홍무 26년 계유년 (1393년) 2월 보름에 펴내었다.
조선 시대 초기에 국내로 수입된 것으로 보이며, 처음에는 중국 판본만 유통되다가 1454년(조선 단종 2년)에 민건(閔騫)의 후원으로 청주유학교수관 유득화(庾得和)가 국내에서 처음으로 간행하였다. 이는 청주본 발문에서 밝히는 내용이며 해당 판본에는 저자 범립본의 서문이 포함되어 있다.
임진왜란 이후로는 청주본이 1980년대에 재발견되기까지는 잊혀진 것으로 보이며, 1637년에 원본 분량의 3분의 1만 담고 있는 초략본이 간행되어 원본을 대체하여 유통되었다. 이 정축본에는 제17편 존신편(存信篇)이 결락되어 총 19편으로 편성되었고 도교, 불교적 내용이 삭제되었으며 출판 의도나 저자가 명시된 서문, 발문 등의 기록이 없이 출판되었다. 그 후에도 1664년, 1844년, 1868년에 간행된 판본도 서문과 발문이 없이 간행되었다. 이와 같이 저자가 불분명한 상태에서 1869년에 추씨 가문의 인흥서원에서 자신들의 선조인 예문관 대제학을 지낸 추적이 명심보감을 편찬하였다고 써넣었다.(인흥재사본)
1592년에는 베이징에 체류하던 스페인 선교사 코보가 명심보감을 스페인어로 번역하였는데 이것은 동양 문헌이 처음으로 서양어로 번역된 사례다.
2010년 건국대학교 중문과 교수인 임동석(林東錫)이 한국, 중국, 일본, 베트남에 수십 종에 이르는 흩어진 판본들을 모아서 통합본 명심보감을 출판하였다.

## 편명과 조항수
|            | 청주본 (1454) | 정축본 (1637) | 인흥재사본 (1869) |
| ---------- | ------------- | ------------- | ----------------- |
| 계선(繼善) | 47            | 11            | 11                |
| 천명(天命) | 19            | 7             | 7                 |
| 순명(順命) | 16            | 5             | 5                 |
| 효행(孝行) | 19            | 5             | 5                 |
| 정기(正己) | 117           | 26            | 26                |
| 안분(安分) | 18            | 5             | 6                 |
| 존심(存心) | 82            | 20            | 21                |
| 계성(戒性) | 15            | 9             | 11                |
| 근학(勤學) | 22            | 8             | 8                 |
| 훈자(訓子) | 17            | 9             | 9                 |
| 성심(省心) | 256           | 85            | 91                |
| 입교(立敎) | 17            | 10            | 10                |
| 치정(治政) | 22            | 8             | 8                 |
| 치가(治家) | 16            | 8             | 8                 |
| 안의(安義) | 5             | 3             | 3                 |
| 준례(遵禮) | 21            | 7             | 7                 |
| 존신(存信) | 7             | 0             | 0                 |
| 언어(言語) | 25            | 7             | 7                 |
| 교우(交友) | 24            | 8             | 8                 |
| 부행(婦行) | 9             | 5             | 5                 |

초략본에는 원본에 없는 증보편(增補篇)·팔반가(八反歌)·효행편(孝行篇)·염의편(廉義篇)·권학편(勸學篇)이 덧붙여져 있다.

## 관련 문화재
- 신간대자명심보감 (청주본) - 충청북도 유형문화재 제365호
- 명심보감판본 (인흥재사본) - 대구광역시 유형문화재 제38호

## 관련 서적
- 원문주해 명심보감 - 김동구 지음, 명문당 , 2008년, ISBN(13) : 9788972708728
- 가장 알기 쉽게 역해한 명심보감 (원본 완역) - 정재원 지음, 한영출판사, 2007년, ISBN(13) : 9788995609774
- 명심보감 - 조기영 역, 지만지, 2009년, ISBN 9788962282672
- 명심보감 - 임동석 역주, 동서문화사, 2010년, ISBN 978894970542

## 같이 보기
- 내훈